# Granbergstjärnen (Piteå socken, Norrbotten, 728315-174653)
Granbergstjärnen är en sjö i Piteå kommun i Norrbotten och ingår i Piteälvens huvudavrinningsområde. Sjön har en area på 0,0487 kvadratkilometer och ligger 29 meter över havet.

## Delavrinningsområde
Granbergstjärnen ingår i det delavrinningsområde (728327-174628) som SMHI kallar för Utloppet av Stor-Abborrtjärnen. Medelhöjden är 46 meter över havet och ytan är 2,15 kvadratkilometer. Det finns inga avrinningsområden uppströms utan avrinningsområdet är högsta punkten. Vattendraget som avvattnar avrinningsområdet har biflödesordning 3, vilket innebär att vattnet flödar genom totalt 3 vattendrag innan det når havet efter 24 kilometer. Avrinningsområdet består mestadels av skog (73 procent) och jordbruk (12 procent). Avrinningsområdet har 0,1 kvadratkilometer vattenytor vilket ger det en sjöprocent på 4,7 procent.